# Krištof 07
Krištof 07 (také Krištof 7, dříve Krištof 16, česky Kryštof 16) je volací znak a všeobecně rozšířené označení vrtulníku a základny letecké záchranné služby v Trenčínském kraji na Slovensku. Letecká záchranná služba byla v Trenčíně poprvé do provozu uvedena v roce 1992. Jednalo se o šestnáctou stanici letecké záchranné služby na území Československa, která byla uvedena do provozu. Prvním provozovatelem byla společnost BEL AIR, která pro potřeby letecké záchranné služby používala sovětské vrtulníky Mil Mi-2. Provoz letecké záchranné služby v Trenčíně byl z úsporných důvodů v roce 1995 ukončen. Ve stejném roce byl rovněž ukončen provoz na stanici Krištof 10 v Nových Zámcích. Od 10. prosince 2009 je stanice v Trenčíně opět v provozu pod volacím znakem Krištof 07. V současné době je provozovatelem základny a vrtulníku společnost Air - Transport Europe (ATE), která leteckou záchrannou službu zajišťuje jako nestátní zdravotnické zařízení. Od uvedení stanice do provozu v roce 2009 jsou pro leteckou záchrannou službu používány moderní dvoumotorové vrtulníky Agusta A109K2. Provoz stanice je nepřetržitý.
Při vzniku stanice v roce 1992 nesl vrtulník volací znak Krištof 16 (česky Kryštof 16). Poté, co společnost ATE převzala provoz letecké záchranné služby na všech stanicích na Slovensku, se volací znak změnil na Krištof 07.